# Марк Мумий Албин
Вижте пояснителната страница за други значения на Марк Мумий Албин.
Марк Мумий Албин (на латински: Marcus Mummius Albinus) е римлянин от 3 век.
Произлиза от фамилията Мумии, клон Албин. Син е на Марк Мумий Албин (суфектконсул 247 г.). Внук е на Марк Нумий Сенецио Албин (консул 227 г.). Правнук е на Вибия Салвина Вария и Марк Нумий Умбрик Прим Сенецио Албин (консул 206 г.), който е вероятно полубрат на император Дидий Юлиан.
Женен е за Декстра, дъщеря на Декстер (консул 263 г.) и има дъщеря Нумия Албина Декстра (* 265), която е първата съпруга на Гай Цейоний Руфий Волузиан (консул 311 г.) и е вероятно майка на Гай Цейоний Руфий Албин (консул 335 г.).